# Antonio Chover Salom
Antonio Chover Salom (nacido el 12 de septiembre de 1922 en Tavernes de la Valldigna, España y fallecido en Tavernes de Valldigna el 17 de abril de 2014) fue un compositor, director, musicólogo y docente que investigó la música tradicional de su localidad natal, dirigió las bandas de música de Benifairó de la Valldigna, Cárcer y Sagunto y desde 1951 fue por oposición músico director de banda militar en Cádiz, donde tuvo a su cargo la banda del Regimiento de Infantería nº 41 hasta su retiro en 1987.

## Reseña biográfica
Antonio Chover Salom se inició en el estudio de la guitarra con su abuelo materno hacia 1932, según cuenta en un diario inédito conservado por su familia. A su muerte siguió estudiando guitarra y música y comenzó a relacionarse con figuras de la cultura valencianista local como el médico Francisco Valiente Izquierdo y Ladislao Marí Simó, dramaturgo aficionado.
En 1935 comenzó a estudiar flauta y clarinete con el maestro Fernando Tormo en el Centro Recreativo Musical y también en el Centro Artístico Musical. Poco después fue alumno durante varios años en la cercana ciudad de Gandía de Salvador García García, conocido como Panxa Verda, discípulo de Francisco Tárrega, con quien estudió guitarra y solfeo. A lo largo de esos difíciles años estudió también el bachillerato en Valencia e inició estudios de perito mercantil, pero en 1940 los abandonó para dedicarse plenamente a la música.
Entre 1939 y 1940 comenzó a recibir clases particulares de Manuel Palau y se matriculó en el Conservatorio de Valencia. En 1943 inició su servicio militar en el Regimiento Mixto de Ingenieros nº 3 de Huesca, en el que siguió hasta 1950, con permisos periódicos que le permitieron volver a Valencia y Tavernes y proseguir su formación musical. Ese mismo año de 1943 comenzó a colaborar con el diario Las Provincias con artículos sobre folclore y la actualidad musical de la comarca de la Valldigna, y con la revista Ritmo, donde publicó crónicas y críticas.
Mientras continuaba sus estudios particulares con Palau y oficiales en el Conservatorio, en 1946 debutó como director de la banda de Benifairó de Valldigna, y en 1947 dirigió también la de Cárcer. De ese año es su Danza Hispana, para banda, perdida. En 1948 se graduó en el Conservatorio. Su Primera sinfonía, presentada al premio de Composición, fue reconocida con un diploma de primera clase.  Comenzó a colaborar entonces como becario en las misiones folclóricas que dirigía  Manuel Palau desde el recién creado Instituto de Musicología de la Institución Alfonso el Magnánimo. Chover fue encargado de la zona de la Valldigna. Palau le propuso también entrar como profesor interino en el conservatorio, pero las condiciones laborales eran precarias y Chover prefirió preparar el acceso al puesto de Director Músico del Ejército. De esa época data también su poema lírico para coro mixto y orquesta La nueva parábola del sembrador, igualmente perdido hoy en día.
En 1951 accedió a la dirección de la banda de la Sociedad Musical Lira Saguntina, y  la Institución Alfonso el Magnánimo publicó su estudio Canciones, danzas y pregones de Tabernes de Valldigna, fruto de más de trece años de trabajo de campo. Ese mismo año ingresó por oposición como Caballero Cadete en el Cuerpo de Directores Músicos del Ejército, con destino definitivo como Director Alférez en la Banda de Música del regimiento de Infantería de Cádiz número 41 (Agrupación Especial de Costa). La elección de ese destino se debió a que tenía allí un amigo de infancia destinado como suboficial, Mario Pérez, que le recomendó la plaza.
En 1952 accedió por promoción al grado de Teniente Director. Instalado ya en Cádiz, comenzó a dar clases particulares de guitarra, armonía y composición y retomó su obra compositiva. En 1959 publicó Cádiz. Pequeña suite original para guitarra, cuya buena aceptación le estimuló para seguir adelante con su catálogo para este instrumento, al que dedicó más obras. No obstante escribió también obras para piano, sobre todo en una etapa tardía, a partir de Tres corpúsculos (1983), para voz solista, para coro y para otras formaciones. Entre estas últimas, La barraca (1967) alcanzó cierta popularidad y sigue en repertorio de algunos coros.
El de 1967 fue un año productivo para Antonio Chover como compositor para guitarra. Es el tiempo de Salmo, de Homenaje a Escocia, de Cadencias del Sur y de varios de sus Preludios cósmicos. Entre 1968 y 1969 trabajó en Suite de Valencia, homenaje a su maestro Manuel Palau fallecido poco tiempo atrás. En 1972 decidió comenzar estudios formales de guitarra en el Conservatorio Superior de Málaga y en 1974 obtuvo el título. En 1976 comenzó a colaborar como jurado, propuesto por el Conservatorio de Cádiz, en el Premio de Composición Manuel de Falla. 
En cuanto a su carrera en el ejército, en 1960 Chover ascendió a Capitán Director de Músicas Militares y en 1975 a Comandante, graduación con la que se retiró. Pasó a la reserva activa en 1983 y causó baja en la banda de música del Gobierno Militar de Cádiz, agregada al Regimiento Mixto de Artillería nº 4. Pasó a la situación de retirado en 1987. Su producción de música para banda se inició antes de su ingreso en el ejército, pero en la época en que ejerció como director de Música Militar compuso varias obras que sin duda interpretaría la banda a su cargo, como Fagina (1954), Forestal (1964) y las marchas Olimpia y Independencia, ambas de 1964.
Tras su retiro, Chover mantuvo sus actividades docentes particulares en Cádiz. Su colaboración con el Conservatorio de Cádiz había ido estrechándose a lo largo de los años y en 1987 esta institución docente se lo reconoció al concederle su Medalla de Oro. Sin haber llegado a ser profesor suyo, fue durante muchos años una referencia por sus clases particulares a alumnos y profesores del Conservatorio y por su implicación en los tribunales de oposiciones para cubrir plazas vacantes en el centro. En 1992 regresó a Tavernes, aunque siguió pasando largas temporadas en Cádiz hasta comienzos de la siguiente década.
Por lo que se refiere a su producción musical, Antonio Chover siguió componiendo hasta al menos 1994, sobre todo obras para guitarra, también para piano y alguna canción. Después de esa fecha escribió algún texto sobre música tradicional pero con la salud ya un poco delicada prácticamente abandonó las actividades musicales públicas. En 2013 el Ayuntamiento de Tavernes de la Valldigna acordó por unanimidad nombrarle hijo predilecto. Falleció en 2014. 

## Distinciones
- Conservatorio de Cádiz (Medalla de Oro, 1989)
- Tavernes de la Valldigna (Hijo predilecto, 2013)
- Mancomunitat de la Valldigna (Amic de la Valldigna, 2014)

## Enlacesexternos
- Antonio Chover Salom. Artículo escrito por su yerno Ferran Enguix Benavent para la revista Tavernes en Festes (2017). En valenciano .
- Página sobre Antonio Chover en la web del guitarrista Carlos Blanco, con archivos de audio.
- Página del guitarrista Thomas Schmitt con grabaciones de varias obras de Antonio Chover.
- Acceso al índice histórico de la revista “Ritmo”. Año XVI nº 188 Jun 1945 pg 6-7 y Año XVI nº 190 Sep-Oct 1945 pg 14

- Datos: Q116590072